# Академик из Аскании
«Академик из Аскании» — цветной советский биографический фильм режиссёра Владимира Герасимова о жизни советского учёного-животновода Михаила Фёдоровича Иванова. Снят в 1961 году, вышел на экран 19 марта 1962 года.

## Сюжет
На учёном собрании Петровской земледельческой академии, при поддержке наркома Якушенко, был принят план ускоренной гибридизации домашнего скота профессора Иванова. Кроме выступлений горячих сторонников, в зале прозвучали и голоса скептиков, но, учитывая жизненную потребность в увеличении поголовья, они были вынуждены в итоге поддержать оппонента.
После поездки для закупок отборного скота в Великобританию и США, Иванов предлагает организовать зоотехническую опытную станцию в Аскания-Нова. Противники учёного используют неприятие внедрения новых методов профессором Веригиным. Из главного управления поступил приказ о назначении его руководителем научной комиссии, для окончательного решения вопроса о эффективности племенных работ. Посетив станцию, Веригин убедился в безусловной реальности достигнутых высоких результатов и первым поздравил коллегу с успехом.

## В ролях
- Сергей Яковлев — академик Михаил Фёдорович Иванов
- Любовь Соколова — Наталья Константиновна Иванова
- Георгий Юматов — Барабуля, помощник Иванова
- Олег Ефремов — Федот Антипович Якушенко, нарком
- Павел Массальский — Юрий Дмитриевич Веригин, профессор Петровской академии
- Алексей Алексеев — Аркадий Павлович Лиманцев, работник Внешторга
- Людмила Карауш — Надийка, невеста Барабули
- Владимир Гуляев — Воробьёв, чекист
- Андрей Тутышкин — Анисимов, начальник управления
- Муза Крепкогорская — Ольга, ученица Иванова
- Николай Погодин — Кузуб, ученик Иванова
- С. Минин — Астапов, ученик Иванова
- Владимир Липпарт — Горбач
- Владимир Соловьёв — Павел Сергеевич
- Станислав Байков — помощник Веригина
- Александра Попова — Любовь Петровна Веригина

## Съёмочная группа
- Автор сценария: Виктория Казанская
- Режиссёр-постановщик: Владимир Герасимов
- Оператор-постановщик: Галина Пышкова
- Композитор: Реваз Габичвадзе
- Текст песен: Михаил Матусовский
- Художник-постановщик: Василий Щербак